# Stefan Dimitrov
Stefan Dimitrov (né le 9 décembre 1957 à Travnik et mort en juin 2011) est un haltérophile bulgare.

## Carrière
Stefan Dimitrov participe aux Jeux olympiques de 1980 à Moscou et remporte la médaille d'argent dans la catégorie des poids plumes.